# Stan wojenny w Królestwie Polskim (1833–1856)

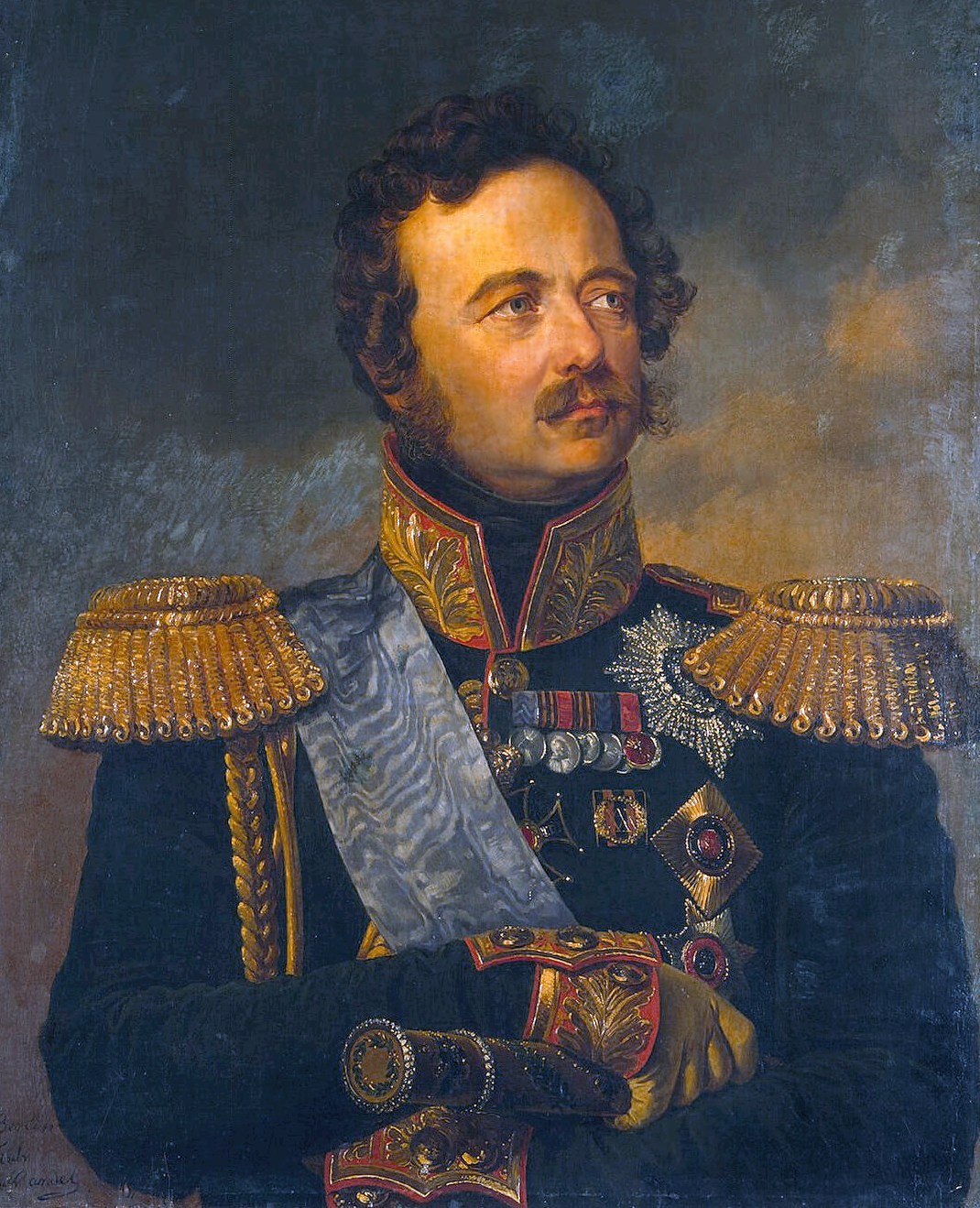
Namiestnik Królestwa Polskiego, feldmarszałek Iwan Paskiewicz, obraz pędzla Friedricha Randella przed 1886 rokiem

Stan wojenny w Królestwie Polskim (1833–1856) – stan wojenny wprowadzony w Królestwie Polskim na podstawie ukazu cara Mikołaja I Romanowa z 11/23 kwietnia 1833, ogłoszony 26 czerwca 1833.
Wprowadzenie stanu wojennego argumentowano tym, że biorąc na uwagę, że w Naszem Królestwie Polskiem dostrzeżono rozmaitych ludzi, którzy starając się uwodzić mieszkańców nierozsądnemi pogłoskami, usiłują wznowić zaburzenia, i że postępowanie takowe iako porządkowi przeciwne, dla ogółu kraiu szkodliwe i bezpieczeństwo spokoynych mieszkańców cierpiane bydź nie powinno. Przepisy stanu wojennego przewidywały oddanie wszystkich zbrodni stanu i wykroczeń, objętych Artykułem 10 Statutu Organicznego dla Królestwa Polskiego do rozpoznania sądom wojennym. Rozpoznanie spraw i czynów, jakie podlegać mają sądom wojennym i wyznaczenie tych sądów, pozostawiono namiestnikowi Królestwa Polskiego feldmarszałkowi Iwanowi Paskiewiczowi, który zatwierdzać miał także ich wyroki.
Obowiązywał do śmierci Paskiewicza w 1856 roku.